# Poienești
Poieneşti é uma comuna romena localizada no distrito de Vaslui, na região de Moldávia. A comuna possui uma área de 41.52 km² e sua população era de 3211 habitantes segundo o censo de 2007.